# Artus Legoust
Artus Legoust (Arthur Legoust) est un sculpteur français du 17e siècle (1580?, Bourges, 1630? Toulouse). Il fut le sculpteur le plus notable de Toulouse à cette époque. 

## Biographie
Ses années d'activité s'étendent entre 1607 et 1629 au cours desquelles il fournit de nombreux retables et tabernacles pour Toulouse et sa région voire jusqu'à Bordeaux et Limoges.  
Legoust vécu au numero 3 de la rue Cantegril, à Toulouse à partir du 22 octobre 1620.  
Legoust travaillait avec d'autres sculpteurs, en particulier Pierre II Saffron qui était son ami. La femme de ce dernier, Barthélemye Rouède, fut la marraine du premier garçon de Legoust et Saffron lui-même parrain du second garçon.  
Il compta parmi ses élèves Pierre Affre.   
Le contrat pour le tombeau de Francois de Clary, le premier président du parlement de Toulouse, fut signé le 14 juillet 1617 avec Legoust, la femme du défunt, Gabrielle Guerrier et les enfants Clary. Les plans venaient de Saffron et l'ensemble devait être fini sous 18 mois,. Legoust devait en même temps travailler sur le monument funéraire des Lestang.   
Le 16 juin 1627, les religieuses du carmel de Limoges lui commandent un retable ainsi que les jésuites de la même ville à la même période. Tandis que les carmélites recevront leur retable en septembre 1627, les jésuites ne recevront le leur qu'en mai/juin 1630 car Legoust décède entre mai 1628 et juin 1630.
Son fils Pierre II Legoust continue ses commandes, puis Thibaud Maistrier.

## Œuvres
Haute-Garonne
Toulouse
- Statue équestre représentant Louis XIII, foulant aux pieds l'hérésie sur la Place Mage de Toulouse (1620), détruite par un arrêté administratif du 24 août 1792[10].
- Statue de Louis XIII (1620  pour surmonter le portail de l'Arsenal de l'Artillerie à Toulouse[11] dont il ne reste aujourd’hui de cette représentation originelle que la tête. Le buste fut associé ultérieurement et n’est en rien l’œuvre de Legoust[11]. L’œuvre est aujourd’hui visible au musée des Augustins.
- Monument funéraire d'Antoine de Lestang et une Vierge à l'enfant pour le tombeau de sa femme, Honorée de la Chaluppie, dans le déambulatoire de la cathédrale de Toulouse (1623) les deux statues sont classées au titre des monuments historiques[12],[13].
- Vierge à l'Enfant dans la chapelle du Mont-Carmel de l'église des Carmes de Toulouse, maintenant exposée au Musée du Vieux Toulouse (1624)[14].
- groupe sculpté: éducation de la vierge, dans la chapelle absidiale de droite de l'église Notre-Dame du Taur (1627)[15].
- Tombeau en marbre des parents (Anne de Batarnay et Bernard de La Valette) du fondateur  (Jean de Nogaret de La Valette, duc d'Épernon) du couvent des Minimes de Cazaux[16].
- Quatre grandes statues devant l'entrée de l'hôtel de Clary[3].
- Tombeau de Francois de Clary, chapelle Sainte-Madeleine de l'église du couvent des Pères Augustins de Toulouse[7].

Buzet-sur-Tarn
- Vierge à l'enfant L'église Saint-Martin de Buzet-sur-Tarn. Œuvre inscrite au titre des monuments historiques [17].

Cazaux Gers
- Gisants, en marbre blanc, de Jean de Nogaret de la Valette, et de sa femme Jeanne de Saint-Lary de Bellegarde (parents du duc d'Épernon, commanditaire en 1623) au couvent des Minimes de Cazaux[16], inachevé et repris par le fils de Legoust, Antoine[18],[19] et fini en 1633[1].

Limoges
- Retable du collège des Jésuites de Limoges (1627)[20],[21].

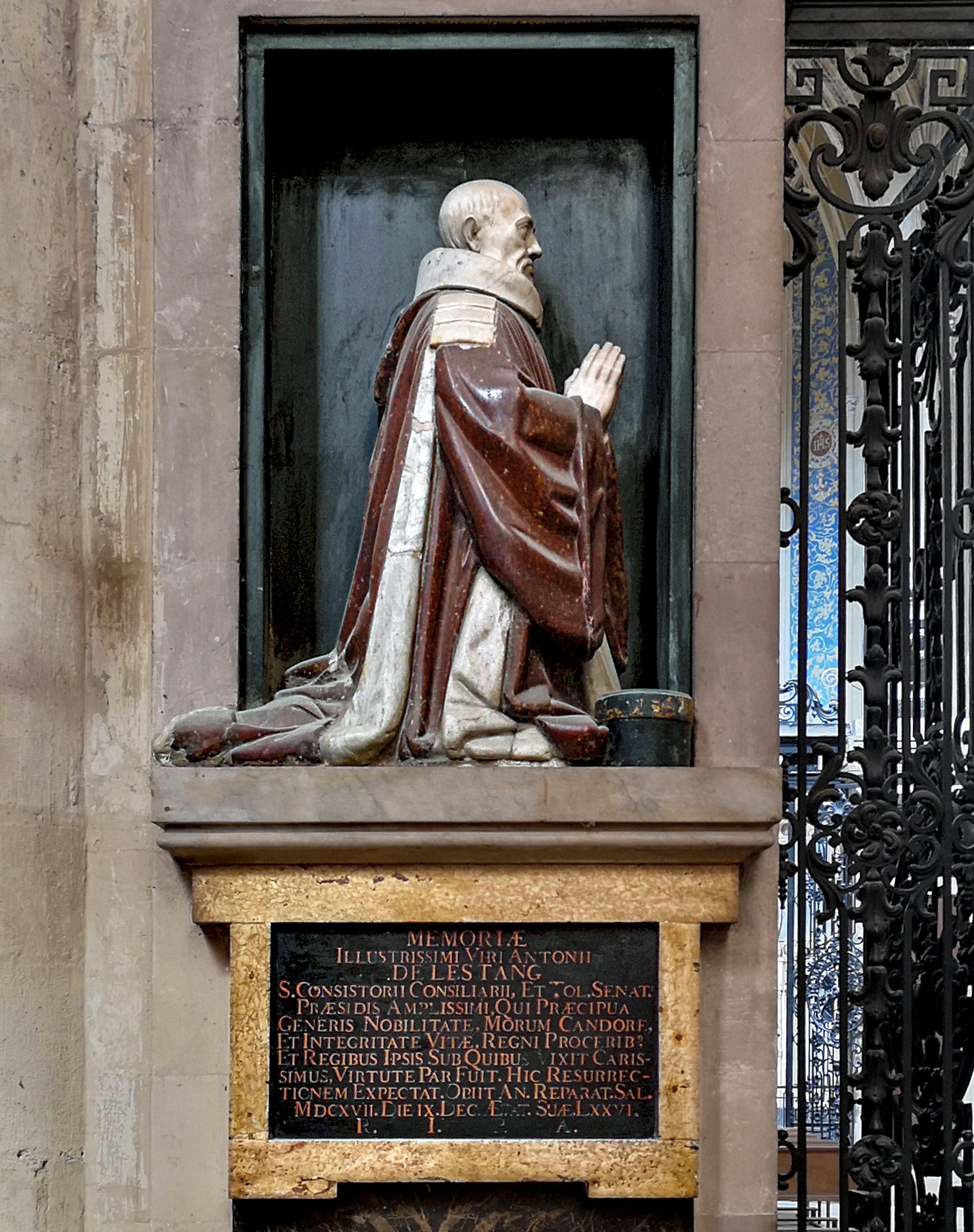
Tombeau d'Antoine de Lestang - cathédrale de Toulouse
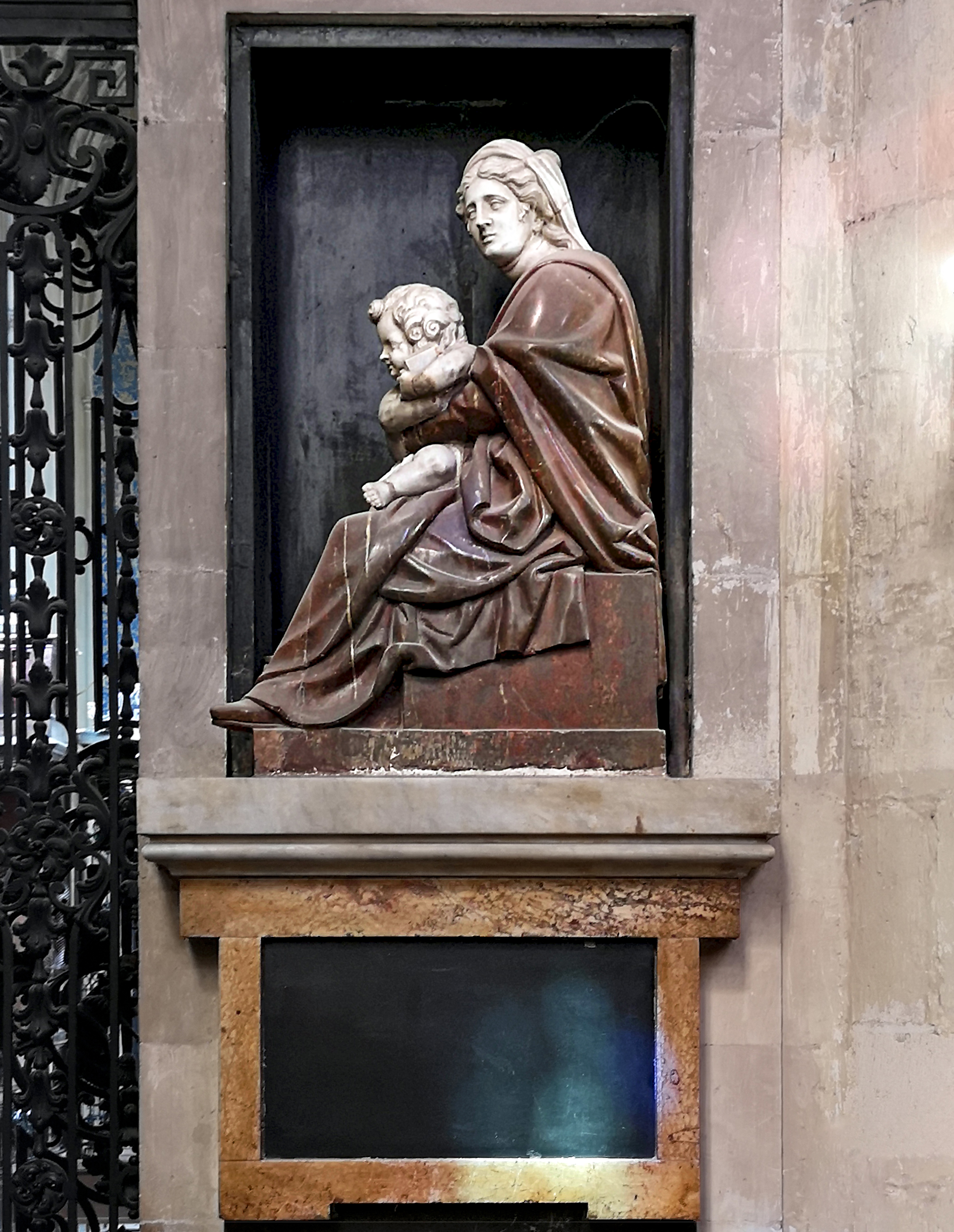
Vierge à l'Enfant cathédrale de Toulouse
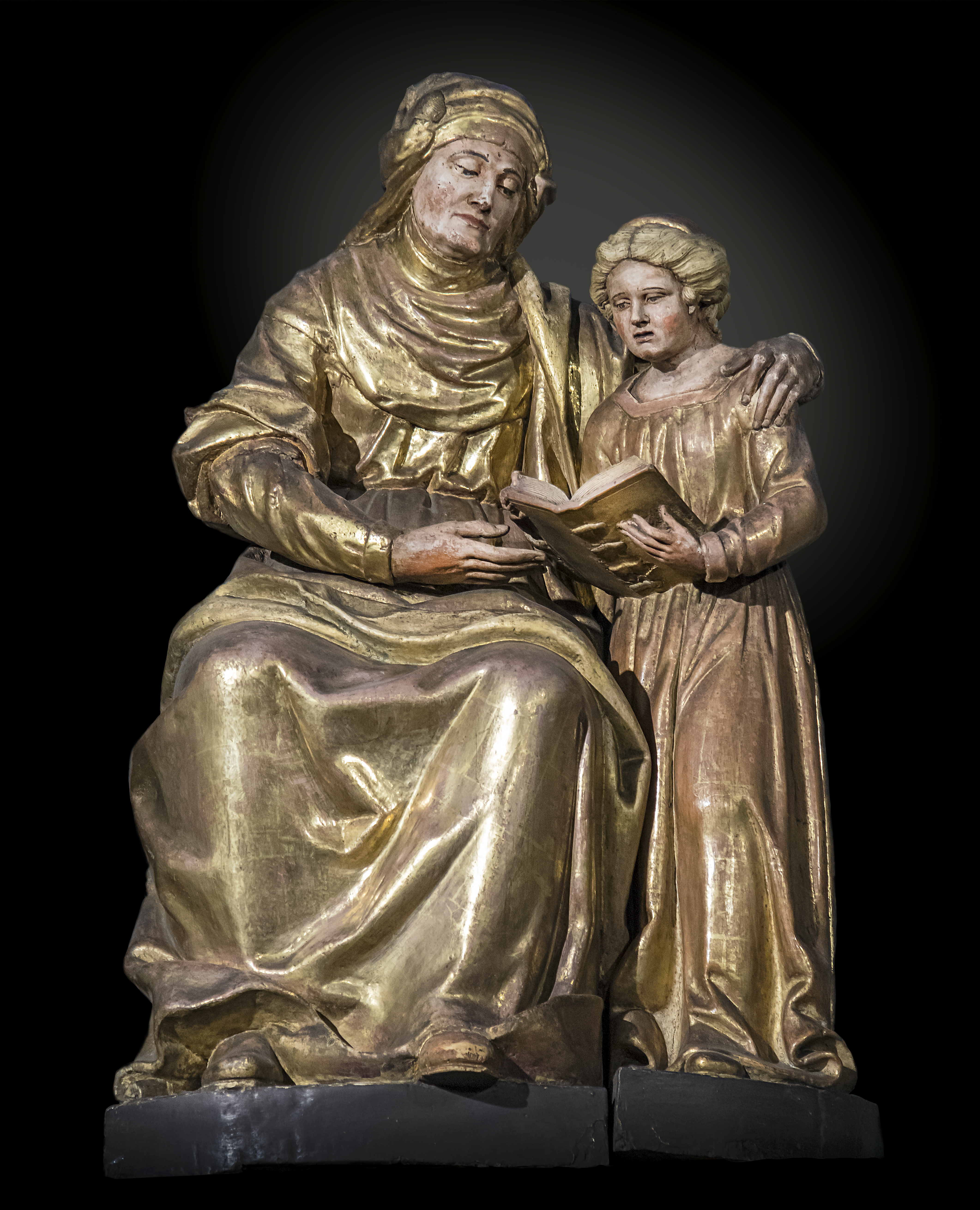
L'éducation de la vierge, 1627, église Notre-Dame du Taur
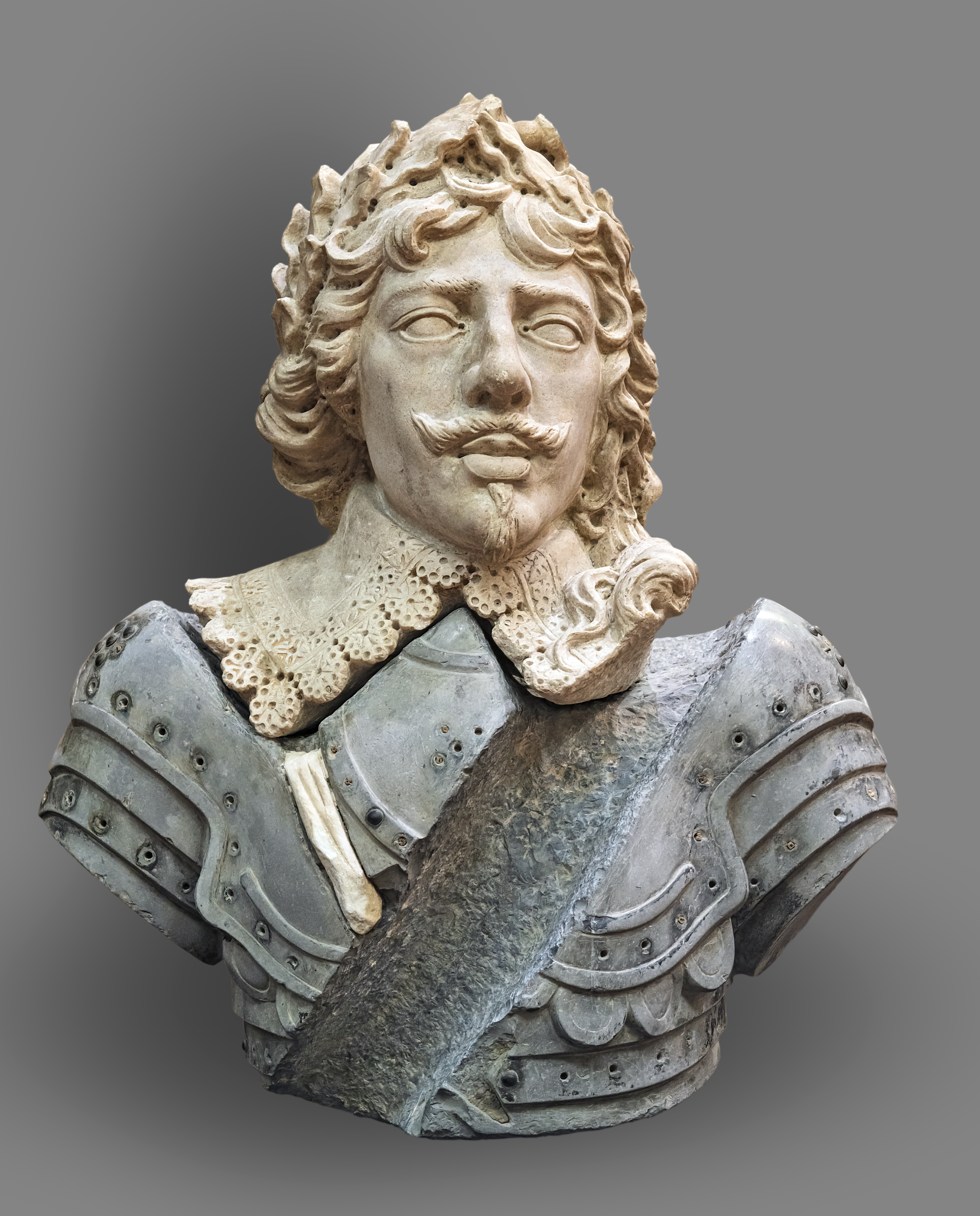
Louis XIII, 1620, musée des Augustins.
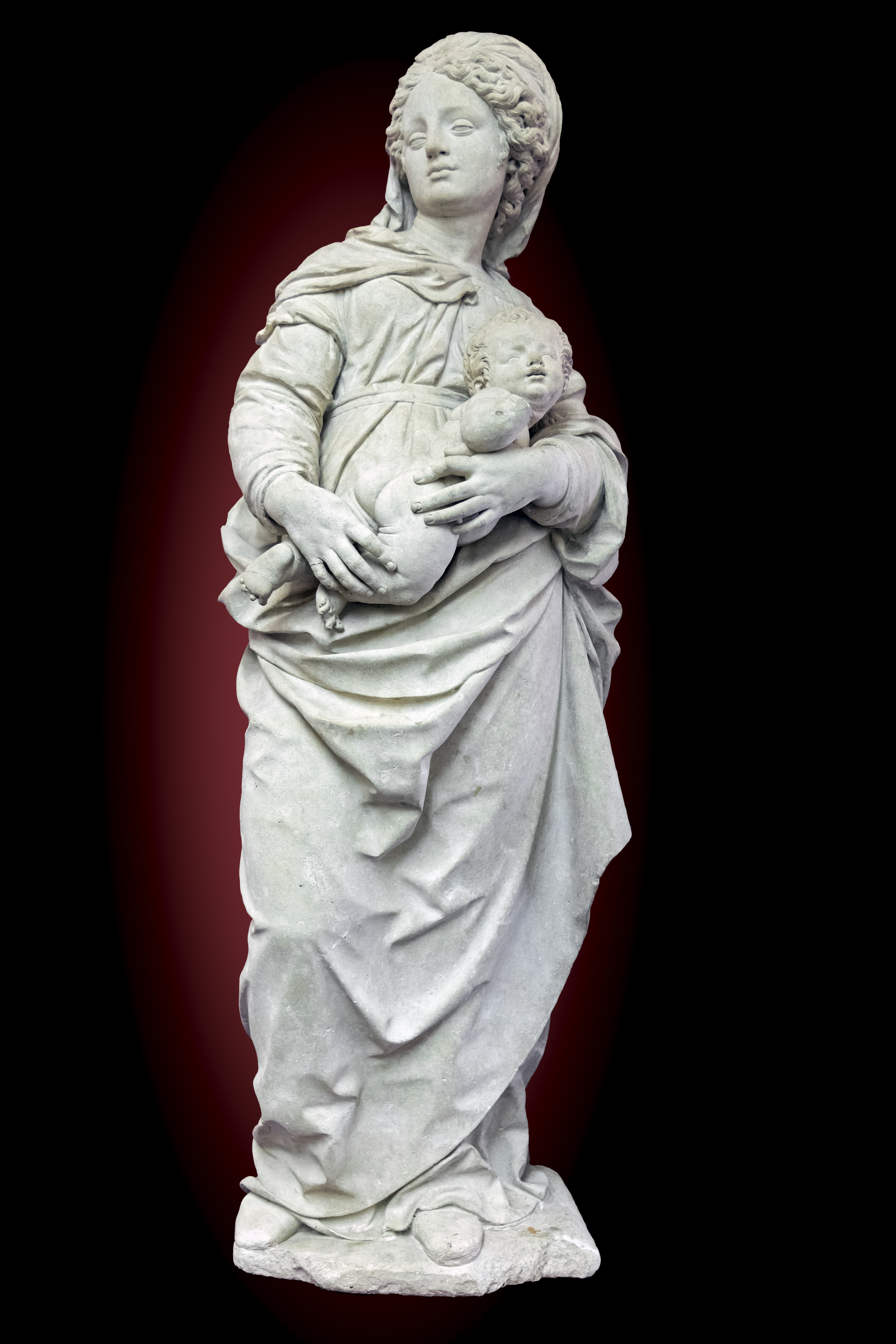
Vierge à l'Enfant,1624, Musée du Vieux Toulouse
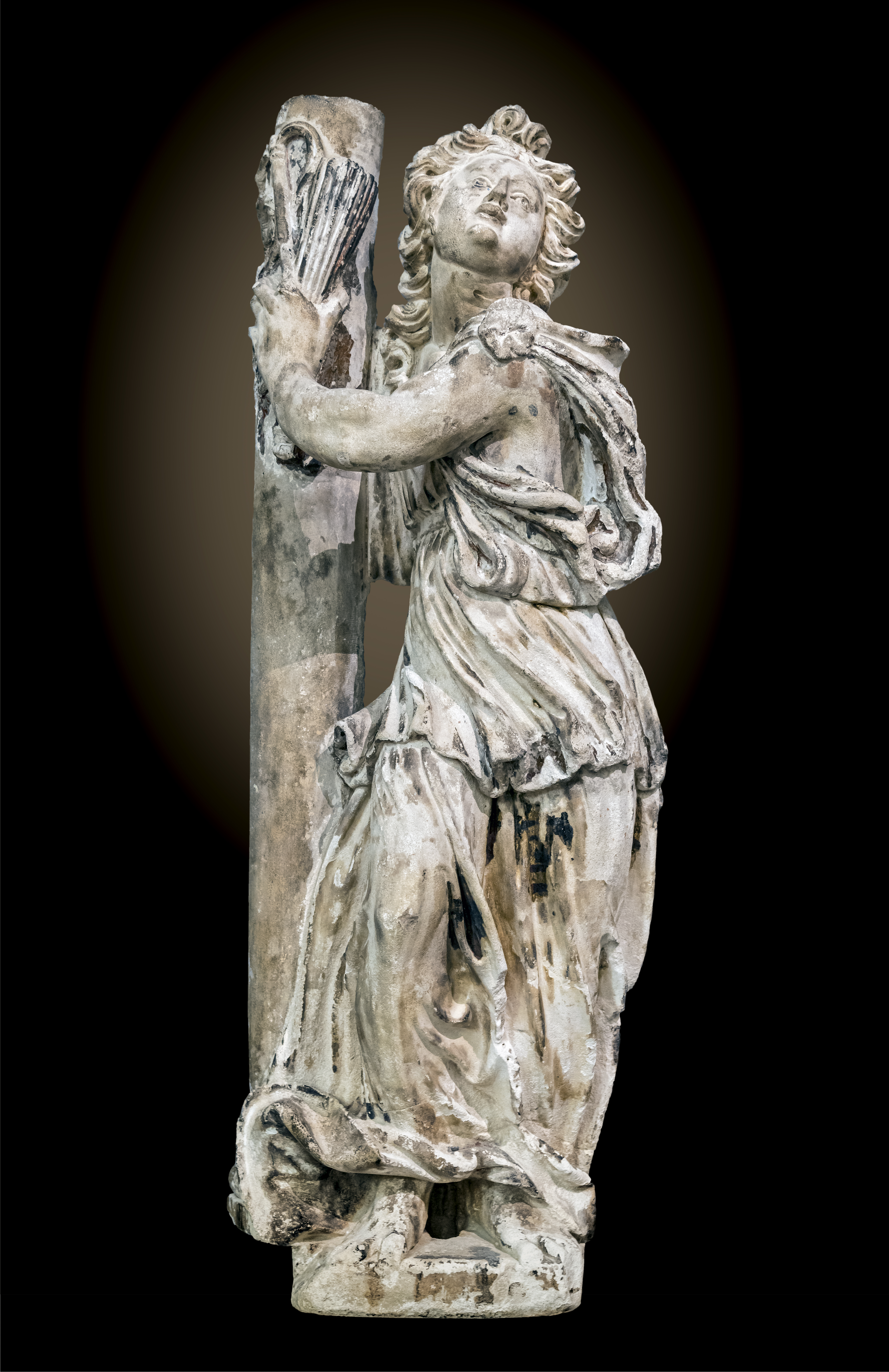
Ange tenant les instruments de la Passion, musée des Augustins.
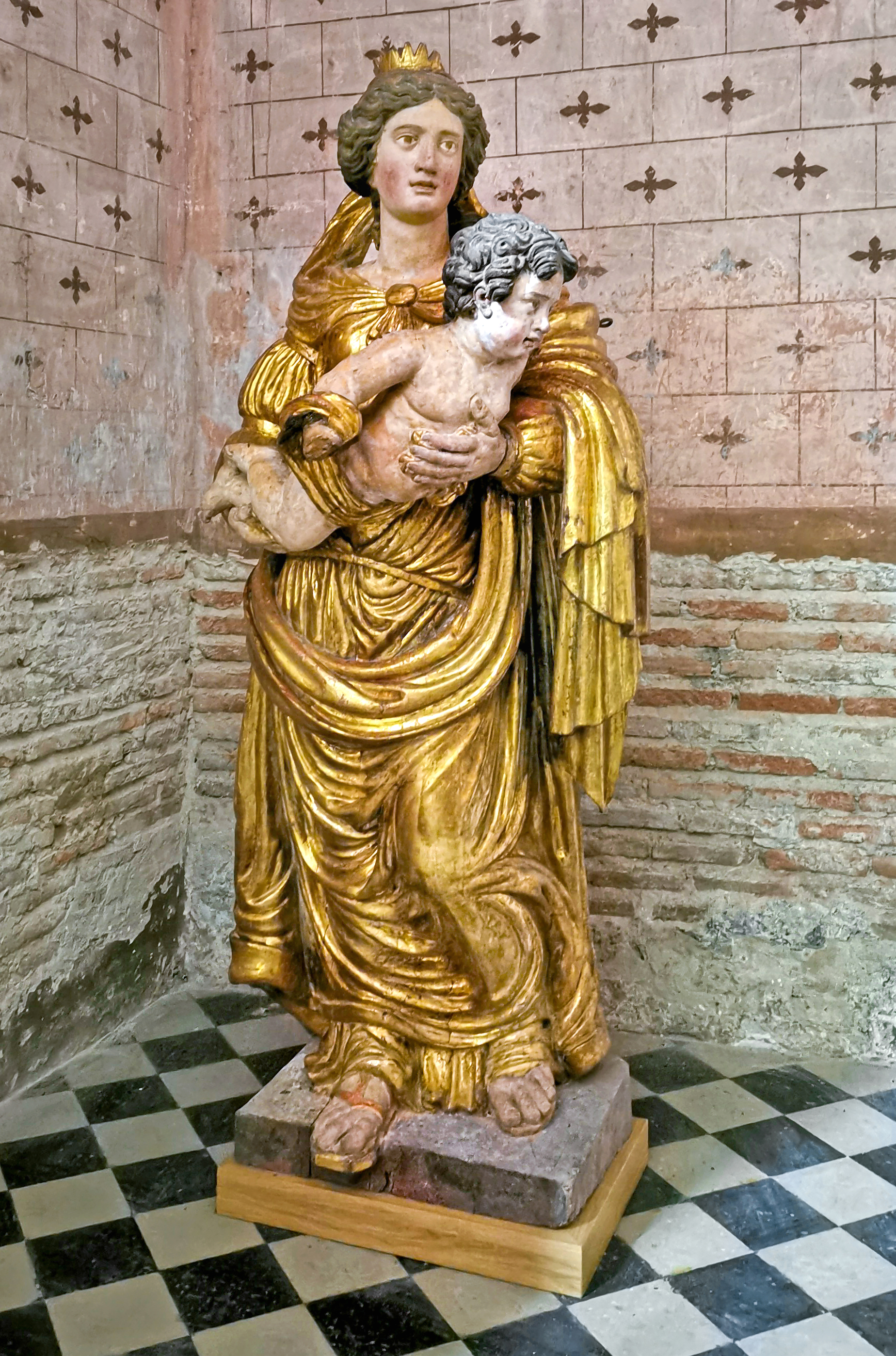
Vierge à l'enfant L'église Saint-Martin de Buzet-sur-Tarn
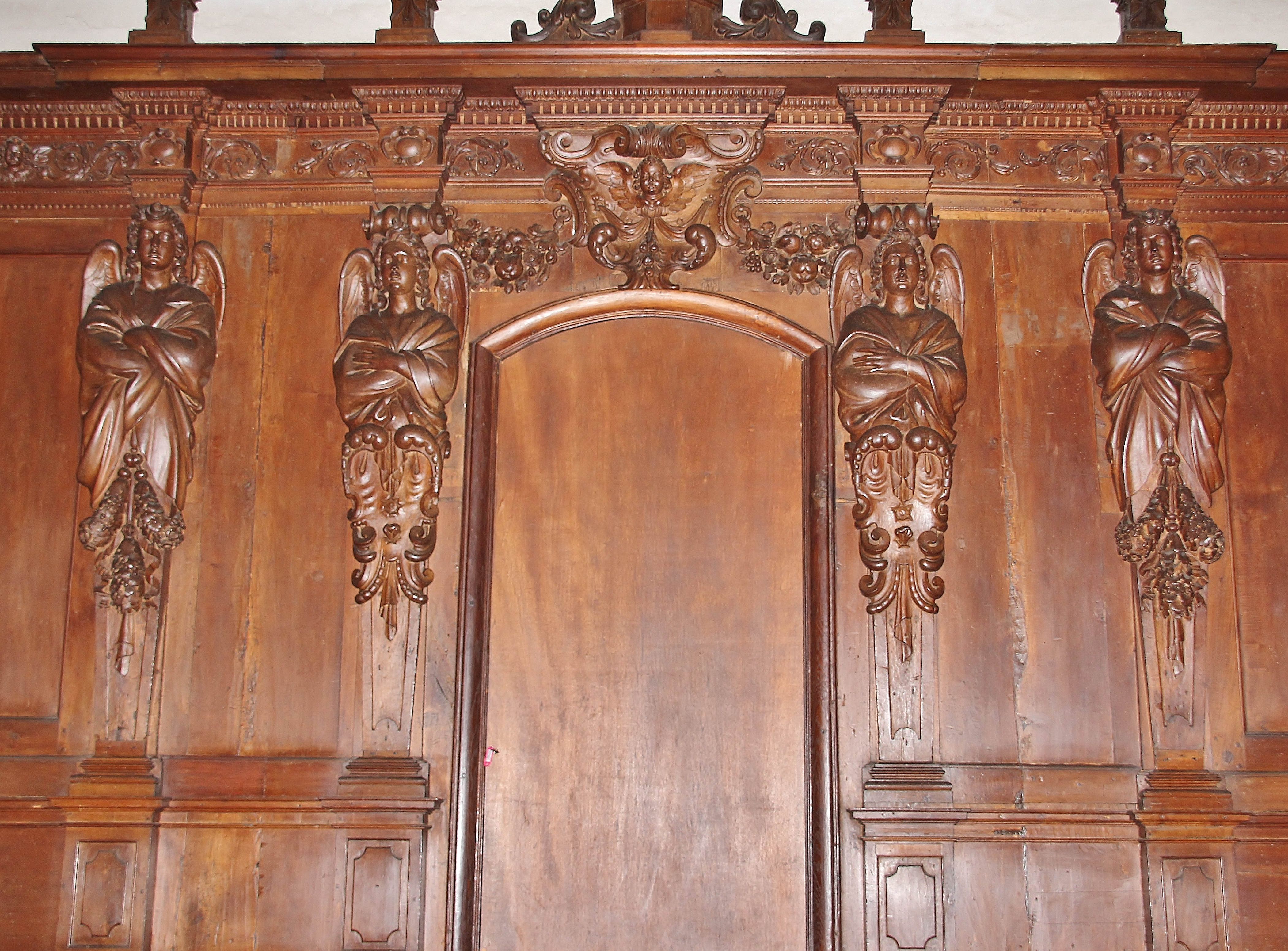
Sculptures sur bois dans la chapelle de la Sainte-Croix de l'église Saint-Pierre des Chartreux de Toulouse.

## Hommage
Une rue de Toulouse porte le nom d'Arthur Legoust.